# Tesalónica de Macedonia
Tesalónica (en griego, Θεσσαλονίκη) fue una princesa macedonia, hija del rey Filipo II de Macedonia y de una esposa o concubina tesalia llamada Nicesípolis, (también conocida como Nicasípolis, según el dialecto macedonio) de Feras. Era por lo tanto media hermana de Alejandro Magno, y posteriormente se convirtió en reina por su matrimonio con Casandro de Macedonia. 

## Vida
Tesalónica nació alrededor del 352 y el 345 a. C, y su padre para conmemorar el nacimiento de su hija, que ocurrió el mismo día en que el ejército macedonio ganó una importante batalla en Tesalia, se cuenta que Filipo dijo: Que la niña se llame "victoria sobre Tesalia". En griego, su nombre está formado por dos palabras, Θεσσαλία (Tesalia) y νίκη (victoria), lo que se traduciría como victoria sobre Tesalia. 
Su madre murió a los pocos meses de darle a luz, y parece ser que su madrastra, Olimpia de Epiro, tuvo que ocuparse de ella,y la educó como si fuera su propia hija, porque Olimpia y Nicesípolis eran grandes amigas. Tesalónica era, con mucho, la niña más pequeña que Olimpia tenía a su cargo. Apenas conoció a su medio hermano mayor Alejandro Magno, porque el príncipe macedonio estaba en Mieza educándose con Aristóteles cuando Tesalónica nació, y contaría seis o siete años cuando su medio hermano comenzó la conquista de Persia. El día en que Alejandro, ahora rey del mundo conocido, murió (13 de junio del 323 a. C.), Tesalónica tenía 19 años.
Favorecida de esta manera, pasó su infancia en los cuartos de la reina. Con el avance de Casandro tras dar un golpe de Estado, ella y los demás miembros de la familia real se refugiaron en la fortaleza de Pidna. La caída de Pidna y la ejecución de su madrastra Olimpia la puso en manos de Casandro, quien la tomó en matrimonio aprovechando la oportunidad de formar parte de la casa real macedonia. De esta manera Tesalónica se convirtió en la reina de Macedonia. En honor a su esposa Casandro fundó la ciudad de Tesalónica con su nombre, en el emplazamiento de la antigua Terma. La ciudad de Tesalónica pronto llegó a ser una de las más ricas y pobladas de Macedonia, rasgos que aún conserva en la actualidad. Casandro, según se cuenta, la trató con el respeto que su rango merecía. Desde luego fue más un matrimonio político que por amor, aunque éste parecía próspero. Tesalónica se convirtió en madre de tres hijos: Filipo IV (por su padre), Antípatro II (por el padre de su marido) y Alejandro V (por su célebre medio hermano). Tras la muerte de Casandro en el año 297 a. C., Tesalónica ejerció una gran influencia sobre sus hijos. Pronto Antípatro sintió celos de su hermano Alejandro, creyendo que su madre le favorecía sobremanera, así que acabó con la vida de ésta en el año 295 a. C.

## La leyenda de Tesalónica
Existe una leyenda popular griega que habla de una sirena que vivía en el Egeo, y de quien se pensaba que era la mismísima Tesalónica. Según la historia, cuando un marinero se le aproximaba, ella siempre le preguntaba lo mismo: ¿El rey Alejandro vive? (en griego, Ζει ο βασιλιάς Αλέξανδρος;), cuya respuesta correcta era: Aún vive y reina (Ζει και βασιλεύει). Si los marineros contestaban esto, ella les dejaba pasar sin ningún problema. Cualquier otra respuesta la enfurecía, y entonces se transformaba en una gorgona que hundía el barco con todos sus tripulantes.